# Чарыев, Рузы Чарыевич
Рузы Чарыевич Чарыев (28 августа 1931 — 18 февраля 2004) — узбекский художник. Народный художник Узбекской ССР (1987), академик Академии художеств Узбекистана, мастер живописи, великолепный колорист.

## Биография
Родился в кишлаке Пашхурт Шерабадского района Сурхандарьинской области.
Учился в Ленинградском институте живописи, скульптуры и архитектуры имени И.Е. Репина (1948-52).
Создавал образы людей труда, портреты узбекских ученых, деятелей культуры.
Многие из его работ хранятся в музеях и галереях России, Индии, Италии, США, Франции, Швеции и других стран. Был одним из немногих советских художников, чьи персональные выставки с успехом проходили за рубежом.
Много лет работал в Ташкентском государственном педагогическом университете имени Низами.
Поддерживал талантливую молодежь, поставленную в трудные условия современной властью Узбекистана. Некоторые его ученики жили у него дома.

## Звания и награды
- - Чарыеву присуждены почетные звания:
- Заслуженный деятель искусств Узбекской ССР
- Государственная премия Узбекской ССР имени Хамзы (1983)[1]
- Народный художник Узбекской ССР (1987)
  - Награждён орденом «Эл-юрт Хурмати».

## Известные работы
- «Портрет Имон-бобо»
- «Портрет старика из Сайроба»
- «Портрет Зикира Мухамеджанова»
- «Портрет Луизы» 1985
- «Портрет Зиеды-момо»
- «Женщина в красном»
- «Женщина в синем»
- «Три возраста»
- «Автопортрет»
- «Осень в Ферганской долине» 1966
- «Ташкент. Весна» 1982
- «Домики»
- «Маки»